# L'ammazzatoio
L'ammazzatoio (L'Assommoir, conosciuto in italiano anche come Lo scannatoio) è il settimo volume del ciclo I Rougon-Macquart (1871-1893) dello scrittore francese Émile Zola.
Il romanzo iniziò ad essere pubblicato a puntate sul quotidiano Le bien publique nel 1876, ma il giornale fu costretto a interrompere le pubblicazioni a causa delle proteste che esso aveva suscitato nel pubblico dei lettori. Catulle Mendès, grande ammiratore di Zola, decide allora di pubblicarlo sul suo settimanale La Republique des lettres e questa volta fu un grande successo. Venne poi pubblicato come libro nel 1877.
Il libro, ambientato nella Parigi operaia e frutto di una lunga e attenta analisi d'ambiente da parte dell'autore, narra una storia di alcolismo, di miseria e di degradazione umana. Innovativo anche dal punto di vista linguistico, perché Zola vi riproduce, come in tutti gli altri suoi romanzi, il caratteristico gergo dell'ambiente che descrive (argot).

## Trama
(Incipit de L'ammazzatoio)
 Il libro narra le vicende di Gervaise Macquart, una giovane lavandaia che conduce un'esistenza pietosa a causa dell'uomo con cui vive, Lantier. Dopo aver vissuto in modo dissoluto, una volta finiti i risparmi della coppia, Lantier scappa di casa per un'altra donna e Gervaise si ritrova a vivere da sola con i due figli, in un piccolo appartamento. È proprio mentre cerca di districarsi dalla situazione precaria che uno zincatore, Coupeau, inizia a corteggiarla, promettendole una vita felice al suo fianco. I due convolano a nozze e Gervaise subisce le prime critiche da parte dei coniugi Lorellaux, che la soprannominano 'la zoppa' per via della sua gamba poco funzionante e maledicono la sua presenza di fianco ad un uomo onesto come Coupeau. Presto nasce la figlia Nanà.
Una volta sposata, finalmente felice e dimentica della brutta vicenda con il vecchio fidanzato, Gervaise riesce ad aprire una lavanderia in proprio e a condurre una vita benestante: l'apice è rappresentato da un superbo e imponente pranzo, offerto dalla lavandaia per il suo compleanno che impegna i risparmi e le fatiche della famiglia.
Tuttavia non mancano i problemi: Coupeau, temporaneamente in malattia a causa di un incidente sul lavoro, inizia a prendere cattive abitudini dandosi all'alcool e alle cattive frequentazioni, rifiutandosi infine di tornare al suo onesto e duro impiego, e spendendo in fretta i suoi guadagni nella distilleria di papà Colombe, chiamata "L'Assommoir". In più ritorna Lantier, essendo fallita la sua esperienza amorosa, e gli viene accordato di condividere l'appartamento. Egli vive però come una sanguisuga, senza pagare l'affitto ma, anzi, scialacquando i risparmi di Gervaise e istigandola a bere.
In breve tempo la famiglia cade in rovina: Nanà scappa di casa per andare a vivere come ballerina nei locali notturni, mentre Coupeau impazzisce a causa dell'alcool ed è ricoverato più volte in un manicomio. Nel frattempo va in rovina anche la bottega di Gervaise, che è costretta a venderla insieme all'appartamento ad una sua amica, su suggerimento di Lantier, che ne è l'amante, per farne una confetteria.
Coupeau muore in preda ai deliri e Gervaise si ritrova a vivere da sola in un piccolo monolocale e si dà anche lei all'alcolismo, fino alla morte nella miseria di un piccolo sottoscala, ultimo alloggio della donna.
Nel frattempo, la confetteria va in rovina anch'essa per causa di Lantier: il locale viene rilevato dalla figlia del trattore, per mettere su una tripperia; per Lantier è un'altra occasione per vivere alle spalle di una donna.

## Versione teatrale

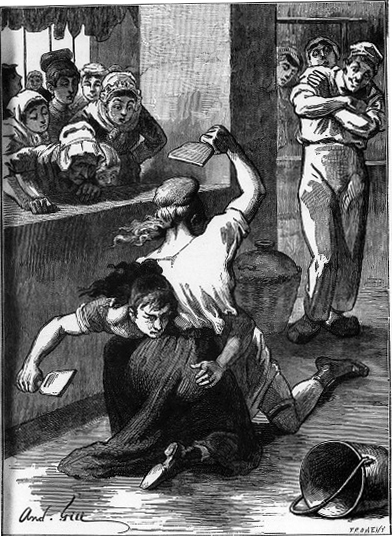
Illustrazione de L'assommoir

Dal romanzo nel 1879 venne tratta una versione teatrale di William Busnach e Octave Gastineau, in 5 atti e 9 quadri scenici, autorizzata da Zola a condizione di non doversene occupare. Di fatto poi lo scrittore apprezzò i loro sforzi, oltre a quelli del regista Henri Chabrillat e degli attori che l'avevano messa in scena presso il Théâtre de l'Ambigu-Comique. Copeau fu interpretato da Gil Naza (di cui esiste una fotografia di Nadar in costume), Gervaise da Hélène Petit. Anche a Flaubert piacque la recita e scrisse una lettera all'autore. In Inghilterra fu d'altrettanto successo con il titolo Drink (adattato da Charles Reade). Una ripresa del 1900 ha visto tra gli attori Lucien Guitry e Suzanne Desprès.

## La critica
La prima traduzione autorizzata da Zola fu quella di Emmanuele Rocco. Il romanzo venne tradotto in lingua fiorentina e toscana dal pistoiese Policarpo Petrocchi nel 1879: fu la seconda traduzione completa. Quando Zola ne lesse la traduzione lodò il letterato.
Il romanzo, che ottenne enorme successo, venne esaltato in Italia dal critico Francesco De Sanctis che, durante una conferenza tenuta al "Circolo filologico" di Napoli il 15 giugno 1879,
disse: "L'Assommoir è una evoluzione a rovescio, dall'uomo all'animale, dall'ideale umano di Gervasia sino all'idiotismo, alla intelligenza cristallizzata, all'essere morale demolito, all'essere fisico incadaverito".

## Edizioni italiane
- Lo scannatojo, 2 voll., trad. di Emmanuele Rocco, Fratelli Treves, Milano, I ed. 1878 (poi L'Assommoir, 2 voll., Garzanti, Milano, 1948).
- L'Assommuàr, trad. di Policarpo Petrocchi e Louis Standaert, G. Pavia, Milano, I ed. 1880 (ried. Assommoir. Nella traduzione italiana di Policarpo Petrocchi, a cura di L.Zini, Società Pistoiese, 2014)
- trad. di Ferdinando Bideri, Bideri, Napoli, 1892.
- L'Assommoir, trad. di G. Nerbini, G. Nerbini Edit., Firenze, 1903
- L'Assommoir, trad. di G.Edoardo Bottini,  A. Barion, Sesto San Giovanni, 1932
- trad. di A. Ventura Almansi, Gloriosa, Milano 1924; Bietti, Milano, 1938.
- L'Assommoir, trad. di Carlo Villa, Ed. Giachini, Milano, 1953
- L'Assommoir, trad. di Edmonda Aldini, Editori riuniti, Roma, 1959
- L'Assommoir, trad. di Luigi Galeazzo Tenconi, Collana BUR n. 2053-2057, Rizzoli, Milano, I ed. 1964.
- L'Assomoir, trad. di Ettore Venzi, Collana I libri del sabato n.19, Gherardo Casini Edizioni periodiche, Roma, 1966.
- L'assommoir, trad. e prefazione di Ferdinando Bruno, introduzione di Lanfranco Binni, Garzanti, Milano, 1992.
- L'Assommoir, trad. di Luisa Collodi, introduzione di Massimo Raffaeli, Newton Compton, Roma, 1995 ISBN 88-8183-041-8.
- a cura di Pierluigi Pellini, in Émile Zola, Romanzi, vol. 1, Collana i Meridiani, Mondadori, Milano, 2010, ISBN 978-88-04-59416-1; L'assommoir, Collana i Medidiani Paperback, Mondadori, Milano, 2014.
- Lo scannatoio. L'Assomoir, a cura di L. Salvatore, Collana Universale Economica.I Classici, Milano, Feltrinelli, 2018, ISBN 978-88-079-0291-8.